# Magdalena Sibila de Sajonia-Weissenfels (1673-1726)
Magdalena Sibila de Sajonia-Weissenfels (3 de septiembre de 1673 - 28 de noviembre de 1726) fue una mujer noble alemana miembro de la Casa de Wettin (línea Albertina) y por matrimonio duquesa de Sajonia-Eisenach.

## Vida
Nacida en Halle, era la hija mayor y el primer hijo del duque Juan Adolfo I de Sajonia-Weissenfels y su esposa Juana Magdalena, hija del duque Federico Guillermo II de Sajonia-Altenburgo. Fue nombrada en honor a su bisabuela paterna, la duquesa Magdalena Sibila de Prusia.
En Weissenfels, el 28 de julio de 1708, Magdalene Sibylle se casó con Juan Guillermo III, duque de Sajonia-Eisenach, como su tercera esposa. Tuvieron tres hijos, de los cuales solo uno sobrevivió a la edad adulta:
1. Juana Magdalena Sofía (Eisenach, 19 de agosto de 1710 - Eisenach, 26 de febrero de 1711).
2. Cristina Guillermina (Altenkirchen, 3 de septiembre de 1711 - Idstein, 27 de noviembre de 1740), casada el 26 de noviembre de 1734 con Carlos, Príncipe de Nassau-Usingen.
3. Juan Guillermo (Marksuhl, 28 de enero de 1713 - Eisenach, 8 de mayo de 1713).

Murió en Eisenach a los 53 años y fue enterrada en Georgenkirche, Eisenach.